# Manon Vidal
Manon Vidal née le 22 juillet 1999 à Toulouse en France, est une femme politique belge. Elle est élue députée bruxelloise le 9 juin 2024.

## Biographie
Manon Vidal nait le 22 juillet 1999 à Toulouse. Sa mère est infirmière. Elle arrive en Belgique en 2017 pour entamer des études à l'Université libre de Bruxelles en sociologie du travail. Elle intègre le Comac, le mouvement étudiant du PTB. Elle est assistante parlementaire, sur les matières de l’enseignement supérieur. Elle est à l'initiative de la manifestation #BalanceTonBar à Bruxelles qui a réuni 2000 personnes. Elle est élue députée bruxelloise aux élections régionales belges de 2024 du 9 juin 2024 avec 2883 voix.